# Nações cativas
"Nações Cativas" é um termo que surgiu nos Estados Unidos para descrever nações sob regimes não democráticos. Durante a Guerra Fria, quando a frase apareceu, ela se referia a nações sob administração comunista, principalmente sob o governo soviético.
Como parte da estratégia da Guerra Fria dos Estados Unidos, um grupo de defesa anticomunista, o Comitê Nacional das Nações Cativas, foi criado em 1959 de acordo com um ato do Congresso (Pub.L. 86–90) pelo Presidente Dwight D. Eisenhower. O economista e diplomata americano de ascendência ucraniana Lev Dobriansky desempenhou um papel fundamental.  A filial norte-americana do Bloco Antibolchevique de Nações também fez lobby a favor do projeto de lei. 
A lei também estabeleceu a Semana das Nações Cativas, tradicionalmente proclamada para a terceira semana de julho desde então. A medida teve como objetivo conscientizar o público sobre os problemas das nações sob o controle de governos comunistas e outros governos não democráticos.
A Lei Pública original 86-90 referia-se especificamente às seguintes nações como cativas: 
- Polônia
- Hungria
- Lituânia
- Ucrânia
- Tchecoslováquia
- Letônia
- Estônia
- Rutênia Branca (Bielorrússia)
- Romênia
- Alemanha Oriental
- Bulgária
- China Continental
- Armênia
- Azerbaijão
- Geórgia
- Coreia do Norte
- Albânia
- Idel-Ural
- Tibete
- Cossáquia
- Turquestão
- Vietnã do Norte

## Crítica
Emigrantes russos que viviam nos EUA criticaram o PL 86-90 porque, ao falar de "comunismo russo" e "políticas imperialistas da Rússia comunista", essa lei implicitamente equiparava os termos "russo", "comunista" e "imperialista". Especificamente, o Congresso dos Russo-Americanos argumentou que a PL 86-90 era antirrussa e não anticomunista, já que a lista de "nações cativas" não incluía os russos, o que implica que a culpa pelos crimes comunistas recai sobre os russos como nação, e não apenas sobre o sistema soviético. Segundo o escritor russo Andrei Tsygankov, a razão sugerida para isso é que a lei foi elaborada por Lev Dobriansky, visto pelos russo-americanos como um nacionalista ucraniano.  Os membros do Congresso fizeram campanha pela anulação da lei das Nações Cativas. 
Um grupo de historiadores americanos emitiu uma declaração afirmando que o PL 86-90 foi amplamente baseado em desinformação e comprometeu os Estados Unidos a ajudar "nações" efémeras como Cossackia e Idel-Ural. 
Gregory P. Tschebotarioff, Stephen Timoshenko, Nicholas V. Riasanovsky, Gleb Struve e Nicholas Timasheff estavam entre os oponentes da PL 86-90. 
Numa conferência de imprensa de 1959, o presidente dos EUA, Dwight D. Eisenhower, declarou: "Bem, é claro que eles não admitem que existam nações cativas. Eles têm a sua própria propaganda. Eles apresentam uma imagem aos seus próprios povos, incluindo o mundo, tanto quanto podem, que sabemos que é distorcida e falsa." 

## Visão atual
Os líderes americanos continuam a tradição de celebrar a Semana das Nações Cativas e a cada ano emitem uma nova versão da Proclamação. As Proclamações Contemporâneas não se referem a nações ou estados específicos. O último presidente dos EUA a especificar uma lista de países com regimes opressivos foi George W. Bush, cuja Proclamação de 2008 mencionou a Bielorrússia e a Coreia do Norte (em 1959, a Bielorrússia era denominada Rutênia Branca). George W. Bush caracterizou os líderes dos dois países como “déspotas”. 
Ao declarar a Semana das Nações Cativas de Julho de 2009, o Presidente Barack Obama declarou que, embora a Guerra Fria tivesse terminado, as preocupações levantadas pelo Presidente Eisenhower permaneciam válidas.  
Na sua proclamação de 2022, o Presidente Biden nomeou vários países oficialmente comunistas (Cuba, Coreia do Norte e China) e vários países não comunistas (Rússia, Irão, Bielorrússia, Síria, Venezuela e Nicarágua) como nações cativas, mas não mencionou dois países oficialmente comunistas, o Laos e o Vietnã. 